# ليديا الأعرج
ليديا الأعرج (1930-) ناشطة نسوية، ولدت في الولايات المتحدرة الامريكية، وهي من بلدة بيت جالا، تلقت تعليمها في مدرسة شميدت في القدس، حصلت على دبلوم في التربية وعملت معلمة في مدرسة بناس التشيلي في بيت جالا. انضمت إلى جمعية السيدات لرعاية الاطفال في بيت جالا في عام 1950 إلى أن أصبحت مديرةً لها عام 1954. حصلت على عضوية المجلس الوطني الفلسطيني منذ دورته الأولى بالقدس في عام 1964.
ساهمت في تأسيس عدة جمعيات خيرية في القدس، وكانت أول أمين صندوق للاتحاد العام للمرأة الفلسطينية، ورئيس لجنة المبادرة النسائية للتنمية منذ عام 1943. كما منحها الرئيس الفلسطيني محمود عباس في ابريل 2022 ميدالية الإنجاز من وسام الرئيس.